# Банкрофт, Уайлдер
Уа́йлдер Дуа́йт Банкро́фт (1 октября 1867 — 7 февраля 1953) — американский физхимик, один из основоположников этого направления в США. Занимался изучением применения правила фаз Гиббса, а позднее коллоидной химией. Ученик Вильгельма Оствальда и Вант-Гоффа; привез в Америку полученные из первых рук знания «ионистов» об электролитической диссоциации, осмотическом давлении и электродвижущей силе.

## Научная деятельность

### Ранняя деятельность
Банкрофт поступил в Гарвард в 1884 году (год окончания обучения — 1888) после завершения подготовительного обучения в школе Роксбери и Академии Милтон.
С 1890 года Банкрофт занимался научной деятельностью в Лейпциге. После защиты докторской диссертации об окислительно-восстановительных ячейках Банкрофт покинул Лейпциг. В Берлине он провел осень 1892 года, посещая лекции Гельмгольца. Затем он переехал в Амстердам, где работал в лаборатории Вант-Гоффа над темой химических потенциалов металлов. Затем Банкрофт возвращается в Кембридж, где он проработал два года в качестве лаборанта и педагога. В 1894 году Банкрофт получает должность помощника профессора в Корнеллском университете, где потом будет преподавать до 1937 года. К 1900 году Банкрофт смог сделать Корнелл важным центром исследовательской деятельности в области физической химии. В 1903 году он становится профессором
Классификационная схема химии, созданием которой занимался Банкрофт, разделяла физическую химию в зависимости от того, носят ли использующиеся идеи и методы математический характер. К математической стороне физической химии принадлежала формальная структура химической термодинамики, строгая работа таких людей, как Гиббс, Планк, Дюгем и Тревор, которых можно так же легко назвать физиками, как и химиками. К нематематической стороне принадлежали работы таких исследователей, как Вант-Гофф, Аррениус, Оствальд и Нернст, которые придерживались более эмпирического подхода. После разделения математической и нематематической сторон физической химии, Банкрофт занялся нематематической частью, разделив количественный и качественный подходы. Теорема Ле Шателье представляла чисто исторический интерес для большинства коллег Банкрофта, так как они были озабочены поиском количественного и точного понимания равновесия.

### Правило фаз (физическая химия)
После возвращения в Штаты Банкрофт занялся изучением правила фаз Гиббса. В серии статей, опубликованных за время пребывания в Гарварде, Банкрофт изучал отношения растворимости в тройных системах, например, состоящих из двух несмешивающихся жидкостей и солей, растворенных в обеих жидкостях, или из двух несмешивающихся жидкостей с жидкостью внутри. Однако, несмотря на примечательность, эти работы имели серьезные ошибки. Будучи убежденным, что такие гетерогенные равновесия могут быть описаны выражениями, подобными тем, которые вытекают из закона действия масс для гомогенного химического равновесия, Банкрофт приравнял данные к уравнениям с максимум четырьмя произвольными постоянными. Однако, после серьезных упреков, Банкрофт отказался от своих усилий дать таким системам количественную обработку, а вместо этого начал рассматривать их в контексте правила фаз Гиббса.
Его работа по фазовым диаграммам сплавов латуни и алюминия велась при поддержке Института Карнеги в Вашингтоне с 1902 по 1911 г. и стала одной из первых работ по изучению поведения сплавов среди физхимиков Соединенных Штатов.

### Коллоидная химия (ранние исследования и работы в области анестетиков)
Во время Первой мировой войны Банкрофт служил главой редакционного подраздедения Службы химического вооружения в звании подполковника. Помимо редактирования монографий по получению и свойствам отравляющих газов, он подготовил историю создания Службы химического вооружения. После войны, будучи председателем химического отделения Национального исследовательского совета, Банкрофт написал доклад с изложением перспективных возможностей в химических исследованиях, особенно в промышленной химии.
Перед самой войной Бэнкрофт начал работу в новой области коллоидной химии, которая впоследствии займет центральное место в его исследованиях.
Уайлдер Д. Банкрофт был одним из первых американских физхимиков, который развивал интерес к коллоидной химии. В 1910 году он убеждал коллег, что коллоидные явления являются важными в изучении биологических проблем; вскоре после этого он начал систематическое изучение литературы по эмульсификации, занимаясь химией фотопластинок.
Он также создал курс лекций по коллоидной химии для студентов в Корнеллском университете и неоднократно собирал средства для Института коллоидной химии для изучения явлений, являющихся основополагающими для отраслей, процессов или продуктов, имеющих отношение к коллоидным растворам. Банкрофт получил лидирующее положение среди химиков-коллоидников в 1920-х годах.
К концу 1929 года Банкрофт почти отчаялся совершить переворот — научное достижение, о котором так мечтал — вся его работа сводилась к рутинным экспериментам.
Ответом Банкрофта на потребности, казалось, могла быть статья, выпущенная летом 1929 года сотрудником его лаборатории Джорджом Х. Рихтером, по химии анестетиков в журнале Национального научного общества.
Среди теорий, которые обсуждались Рихтером, была разработанная великим французским физиологом Клодом Бернаром в 1875 году. Анестетики, в соответствии с Бернаром, индуцировали сонливость и потерю сознания путём осуществления «полукоагуляции веществ в нервных клетках». Банкрофт, читая бумаги Рихтера, был поражен идеей Бернара и быстро перевел его термины на язык коллоидной химии. Банкрофт предположил, что анестетики действовали так же, как соли добавленные в раствор, — они были не более чем агентами, которые приводили к коагуляции коллоидов протоплазмы сенсорных нервов. Вызывая флокулляцию или агломерацию коллоидов клетки, главным образом, альбуминоподобных белков, обезболивающее уменьшало площадь их поверхности и тем самым замедляло все каталитические реакции в клетке.
Было известно, что при определенных условиях коагуляция альбуминового золя могла быть обращена вспять путём добавления пептизирующих агентов — химических веществ, которые увеличивают дисперсию коллоидов. Также Банкрофт предположил, что эффект анестетика исчезал в результате постепенного вытеснения постороннего агента собственными электролитами клетки.

## Журнал физической химии
Банкрофт взял на себя ведущую роль в создании «Журнала физической химии» (Journal of Physical Chemistry), первого англоязычного журнала в этой области. Банкрофт был его владельцем и редактором с 1896 по 1933 год и был избран президентом Электрохимического общества на два срока, а в 1910 году он был избран президентом Американского химического общества.
Одной из основ позиции Банкрофта в Корнелле, как и его репутации за его пределами, был «Журнал физической химии», главным редактором которого он являлся. Он выходил в Итаке ежемесячно в течение академического года с тех пор как впервые появился в октябре 1896. Именно Банкрофт рекламировал Журнал среди физхимиков по всей стране с помощью писем, он усердно работал, чтобы заполнить ранние выпуски Журнала статьями и обзорами, и, наконец, он доплачивал разницу между стоимостью публикации и доходом от подписок.
В 1910 году Банкрофт начал активно заниматься коллоидной химией, публикуя в своем журнале все больше и больше своих журнальных записей в виде статей в этой области. К середине 1920-х годов почти половину каждого тома Журнала физической химии занимали статьи коллоидной тематики. Банкрофт, однако, не спешил реагировать на другие изменения, происходившие в науке. Никогда не находясь в хороших отношениях с математикой или физикой двадцатого века, Банкрофт боролся с теми, кто, как он считал, сделали бы физическую химию частью физики. Его позиция нашла отражение в его журнале. В течение 1920-х страницы его журнала только показывают огромные успехи, достигнутые в изучении свободной энергии и энтропии химических реакций или в понимании химии разбавленных растворов. Почти же полностью отсутствуют статьи о валентности, использовании методов рентгеновской дифракции, а также о приложения квантовой механики к вопросам строения молекул.
Неудивительно, что Банкрофт постоянно сталкивался с трудностями в поддержании на плаву Журнала физической химии в 1920-х годах. Не желая рассматривать возможность слияния с Журналом Американского химического общества, чтобы не лишиться полного редакционного контроля и будучи не в состоянии восполнить растущий дефицит из собственного кармана, Банкрофт успешно ходатайствовал о поддержке от Химического Фонда Америки. Созданный для управления доходами от немецких патентов, захваченных во время первой мировой войны, Химической Фонд находился под руководством нью-йоркского адвоката, Фрэнсиса П. Гарвана, который разделял страх Банкрофта, что Германия сможет вернуть себе господство в химической науке и промышленности. Субсидии для Журнала физической химии начались в 1921 году и были частью усилий Гарвана по предотвращению восстановления германской гегемонии в науке. Тем не менее, поскольку доходы Химического Фонда сильно сократилась в конце 1920-х годов, а дефицит бюджета Журнала физической химии только увеличивался, Гарван и его соратники все более разочаровывались в своей приверженности Банкрофту.
Разочарованный неутешительной финансовой отчетностью Журнала физической химии, несмотря на десять лет субсидий и ужасную критику вмешательства Банкрофта в фармакологию, Химический Фонд объявил, что он заканчивает свою поддержку Банкрофта к концу 1932. Банкрофт, неспособный в одиночку справиться с большими дефицитами журнала, был вынужден передать право собственности и редакционный контроль Американскому химическому обществу.
Лишенный своего журнала, Банкрофт продолжал преподавать в Корнелле вплоть до своей отставки в 1937 году в возрасте семидесяти лет.

## Факты из жизни
- Банкрофт настолько сильно был вовлечен в исследования, связанные с правилом фаз, что некоторые из его учеников стали называть его «Правитель Фаз» (англ. Phase Ruler).
- Одним из аргументов в пользу создания журнала физической химии для Банкрофта являлось нежелание смириться с господством немцев в химии. «Многие из наших немецких друзей, по-видимому, считают, что если работа не была сделана в Германии, то она не была сделана вовсе», — сетовал один известный химик.
- На двадцать пятой годовщине окончания Гарварда Банкрофт сказал бывшим одноклассникам, что он «очень тяжело и много работал», но «мог показать гораздо меньше результатов, чем сам от себя ожидал». Должность профессора в Корнелле и статус президента Американского химического общества, по его мнению, оценивались тройкой по пятибалльной шкале.
- В течение зимы 1915-16 гг. пожар уничтожил почти всю химическую лабораторию Банкрофта. До завершения строительства новой Бейкерской Химической лаборатории в 1923 году Банкрофт и его ученики должны были работать «в слегка обновленных руинах здания, где весь верхний этаж был сожжен … ровно как и все оборудование», он писал: «[лаборатория] состояла главным образом из небольшого количества бюреток и мензурок. Это означало, что мы должны были заниматься коллоидной химией, хотим мы этого или нет».
- За три недели до вручения медали, председатель комитета спросил Банкрофта, согласен ли он принять премию за работы по применению правила фаз, а не за его «теорию агломерации». Банкрофт, уязвленный их непостоянством, сказал председателю комитета, что он скорее откажется от медали, чем примет изменения в условиях награджения. Поймав Банкрофта на слове, комитет награды объявил, что Банкрофт отказался принять честь. Таким образом, в 1933 награда вообще не была вручена.

## Почести и награды
На встрече в феврале 1933 года комитет проголосовал наградить Банкрофта медалью Вильяма Николса в знак признания его работ в области коллоидной химии нервной системы.

## Основные труды
- Банкрофт У. Д. Правило фаз: трактат о качественных химических уравнениях // Журнал физической химии, 1897, т. 3, с. 1.
- Банкрофт У. Д., Рихтер Г. Х. Обратимая коагуляция в живых тканях // Труды Национальной Академии Наук, 1931, т. 17, с. 294.
- Банкрофт У. Д., Джордж Х. Рихтер Химия анестезии // Журнал Физической Химии, 1931, т. 35, с. 224.
- Банкрофт У. Д. Как вырастить время // Журнал Физической Химии, 1931, т. 35, с. 1921.
- Банкрофт У. Д. Предмет химии в Принстоне // Принстонские доклады выпускников, 1927, т. 27, с. 918.
- Банкрофт У. Д. Прикладная коллоидная химия: Общая теория. Нью-Йорк: Макгроу-Хилл, 1921. 490 с.
- Банкрофт У. Д. Прикладная Коллоидная химия, 3-е изд., 5 гл. Нью-Йорк: Макгроу-Хилл, 1932. 340 с.
- Банкрофт У. Д. Связь физической и технической химии // Журнал американского химического сообщества, 1899, т. 21, с. 1107.
- Банкрофт У. Д. Das chemische potential der Metalle // Zeitschrift für Chemie Physikalische, 1893, т. 12, с. 289-97; Банкрофт У. Д. Неорганическая химия и правило фаз // the Elisha Mishell Society, 1904, т. 20, с. 40-41.
- Банкрофт У. Д. Аналитическая химия и классификация правила фаз // Журнал физической химии, 1902, т. 6, с. 106.
- Банкрофт У. Д. Gesammelte Schriften von Eilhard Mitscherlich // Журнал Физической химии, 1896-97, т. 1, с. 176.
- Банкрофт У.Д, Будущее в химии // Science, 1908, т. 27, с. 979-80; Банкрофт У. Д. Аналитическая химия и правило фаз. Макгроу-Хилл, 1921. 106 с.
- Банкрофт У. Д., Эстер C. Фарнам, Джон Э. Рацлер-младший Один аспект проблемы долголетия // Science, 1935, т. 81, с. 152.